# Symba Supermann
Symba Supermann ist das Debütalbum des deutschen Rappers Symba. Es erschien am 27. Januar 2023 unter dem Label Columbia Records.

## Entstehungsgeschichte und Veröffentlichung
Seit der unangekündigten Veröffentlichung seiner EP Teamboys undso am 20. Mai 2021 folgten bis zum Erscheinen des Albums mehrere Singles: Holiday Inn (2021), Bin enttäuscht (2022) und Tmm ich beschütz dich (2022), die schlussendlich jedoch nicht auf dem Album Symba Supermann vorzufinden sind. Mit Late Time, das in Kooperation mit dem Haftbefehl-Produzenten Bazzazian entstand, erschien am 8. Dezember 2022 die erste Single, die auch schlussendlich auf dem Album enthalten ist. Gleichzeitig kündigte Symba das Erscheinen seines Debütalbums, Symba Supermann für den 27. Januar 2023 an. Es folgte am 19. Januar 2023, eine Woche vor der Veröffentlichung des Albums, die Single Power Ranger. Symba Supermann erschien am 27. Januar. Symba Supermann erschien ausschließlich digital.

## Musikstil und Inhalt
Musikalisch ist Symba Supermann stark vom Trap geprägt. Anleihen finden sich aber auch aus anderen Musikgenres, etwa Drill, G Funk, (Synthie-)Pop oder Afrobeat.
Textlich ist Symba Supermann durch emotionale Texte gekennzeichnet, die eine melancholische Stimmung vermitteln. Symba Supermann behandelt typische Themen einer Coming-Of-Age Geschichte. Das Leben in Berlin, exzessiver Drogenkonsum, Mode und Referenzen zu vielen popkulturellen Gegenständen, häufig aus kindlichen Kontexten, etwa Tamagotchis, Power Ranger und Scout Schulränzen bilden weitere thematische Referenzpunkte.

## Produktion
Symba Supermann ist insgesamt von 14 verschiedenen Produzenten produziert worden. In der Liste der Produzenten finden sich viele etablierte Hip-Hop-Produzenten, wie etwa Miksu/Macloud, stickle und Bazzazian.

## Titelliste
| Nr.          | Titel                 | Produktion                           | Länge |
| ------------ | --------------------- | ------------------------------------ | ----- |
| 1.           | Hdgdl                 | Stickle                              | 2:04  |
| 2.           | Power Ranger          | Mistersir                            | 2:18  |
| 3.           | Popeye                | Beatlian                             | 2:53  |
| 4.           | Leben ist gefährlich  | Sira                                 | 2:23  |
| 5.           | Mama wir sind traurig | Miksu, Macloud, Deats, Sizzy, Barsky | 2:11  |
| 6.           | SIM City              | Versa                                | 2:15  |
| 7.           | Polo Sport            | Loi                                  | 3:20  |
| 8.           | Late Time             | Bazzazian                            | 2:58  |
| 9.           | Tamagotchi            | Mistersir, Ambezza                   | 2:40  |
| 10.          | Bücherwurm            | Ayln, Niko Avgerinos                 | 2:24  |
| 11.          | Weiss                 | Ayln                                 | 3:01  |
| Gesamtlänge: | Gesamtlänge:          | Gesamtlänge:                         | 28:31 |

## Rezeption

### Rezensionen
Andreas Borcholte (Der Spiegel) sieht in Symba Supermann ein ungewöhnliches und deshalb so unterhaltsames Deutschrapdebüt, das empathischer sei, als anderen Vertretern des Genres. Symba Supermann sei „supersad – und entsprechend emo präsentieren sich auch die elf Tracks neuen Tracks seines Albums“. Symba biete den weichen Gegenpol zu seinem Freund Pashanim. Auf Symba Supermann blicke er „skeptisch bis amüsiert auf die Großkotzfetische der Szene“ und gucke hinter die Maske der „selbst stilisierten Hip-Hop-Superhelden“. Die Tracks Leben ist gefährlich und Mama wir sind traurig machten Symba außerdem zu einem „prototypischen Vertreter einer nachdenklicheren und emotionaleren neuen Rappergeneration, der sich sensibel für die mentalen Lähmungen, die Gegenwarts- und Zukunftsängste der jungen Leute“ zeige. Der Rezensent vergab insgesamt 7,8 von 10 möglichen Punkten.
Micha Wagner (Diffus) meint, Symba jongliere auf Symba Supermann in „gewohnt spielerischer Attitüde“ über die Instrumentals. Neben einem dominierenden subtilen Trap Sound gebe es auch immer wieder musikalische Überraschungen, so etwa auf Hdgdl oder Sim City. Das große Problem der Platte sei jedoch die Eintönigkeit und fehlende Themen: „Wirkliche Themen und Inhalte sucht man auf Symba Supermann vergeblich.“ Trotzdem habe Symba Supermann einiges zu bieten, vor allem für Fans von Symba.
Diviam Hoffmann (Deutschlandfunk Kultur) ordnet Symba Supermann als „Späti-Rap“ ein. Symba Supermann sei häufig ironisch und drehe sich neben dem Alltag in Berlin auch um das Moment des Gerade-Bekannt-Werden. Dabei breche Symba mit den typischen Symbolen des Raps und lasse sich teilweise als thematischer Gegenpol zu herkömmlichen Deutschrap betrachten. Der Sound sei zwar an Trap angelehnt, aber eher entspannt und reduziert; dies sei – so die Rezensentin – „ziemlich singulär“. Gleichzeitig dümpele das Album jedoch manchmal etwas nebenher und sei eher eine lose Songsammlung als ein zusammenhängendes Gesamtwerk.
Yannik Gölz (Laut.de) meint, Symba Supermann biete weiterhin Symbas einzigartigen Stil: „exzentrisches head-empty-just-vibes-Storytelling gegen entweder brettharte Trap-Bässe oder die letzten Überreste der Cloud-Rap Bewegung“. Symbas Andersartigkeit könne zwar definitiv umhauen, trotzdem komme so langsam Skrupel auf, „ob die Menge an Tricks in seinem Arsenal nich doch etwas limitiert sein könnte.“ Das Albumformat sei für Symba, der eigentlich nur experimentieren wollen, kontraintuitiv. Auf Symba Supermann finde man viele Momente, „die taugen, aber auch viele, die nicht aufgehen“. Es sei ein Album, auf dem man sich zwei oder drei Favoriten abspeichere, um den Rest zu vergessen. Dies sei schade, weil man von einem Rapper wie Symba erwarte, dass er „ein bisschen mehr Vision in petto hat als das.“ Abschließend hofft der Rezensent, dass Symba in Zukunft „nicht nur ein pflichtschuldiges Einlösen der Album-Frage, sondern ein richtiges, musikalisches Statement“ abliefert. Der Rezensent vergab drei von fünf möglichen Sternen.

### Chartplatzierungen
Symba Supermann stieg am 3. Februar 2023 auf Platz 28 in den deutschen Albumcharts ein. Am 5. Februar 2023 stieg Symba Supermann auf Rang 21 in die Schweizer Hitparade ein sowie ebenfalls auf Rang 21 in Österreich am 7. Februar 2023.
| ChartsChartplatzierungen | Höchstplatzierung | Wochen |
| ------------------------ | ----------------- | ------ |
| Deutschland (GfK)        | 28 (2 Wo.)        | 2      |
| Österreich (Ö3)          | 21 (2 Wo.)        | 2      |
| Schweiz (IFPI)           | 21 (1 Wo.)        | 1      |

## Belege
1. ↑  7 Deutschrap-Alben, auf die wir uns 2023 freuen. 19. Januar 2023, abgerufen am 2. Februar 2023.
2. ↑  Micha Wagner: Neuer Song und Albumankündigung von Symba: „Soundcloud Supermann“ kommt im Januar. In: DIFFUS. 8. Dezember 2022, abgerufen am 2. Februar 2023.
3. 1 2  Felix Eisenreich: „Symba Supermann“ von Symba: Playboys werden gefickt. In: kulturnews.de. 26. Januar 2023, abgerufen am 31. Januar 2023.
4. ↑  Berliner Rapper Symba: „Glücksgefühl und Heulkrampf, beides kenne ich“. 4. Februar 2023, abgerufen am 5. Februar 2023.
5. 1 2  Thomas Winkler: Symba: Symba Supermann. In: musikexpress.de. Abgerufen am 31. Januar 2023.
6. ↑  Michael Ebenger: Symba – Power Ranger [Video]. Abgerufen am 3. Februar 2023.
7. 1 2 3  Andreas Borcholte: Album der Woche mit Symba: Supersofter Deutschrap-Supermann. In: Der Spiegel. 27. Januar 2023, ISSN 2195-1349 (spiegel.de [abgerufen am 31. Januar 2023]).
8. 1 2 3  Symba: Ist sein Album “Symba Supermann” zu weird? || PULS Musikanalyse. Abgerufen am 2. Februar 2023.
9. ↑  Symba – „Symba Supermann“ (Album der Woche) – ByteFM. In: ByteFM Blog – News und Rezensionen aus unserer Redaktion. 29. Januar 2023, abgerufen am 6. Februar 2023.
10. 1 2  Micha Wagner: „Symba Supermann“: Was kann das Debütalbum von Symba? In: DIFFUS. 27. Januar 2023, abgerufen am 4. Februar 2023.
11. ↑  Symba Supermann. In: open.spotify.com. Spotify, abgerufen am 3. Februar 2023.
12. ↑  Diviam Hoffmann: Späti-Rap: Symba mit Debüt-Album „Symba Supermann“. In: deutschlandfunkkultur.de. Abgerufen am 5. Februar 2023.
13. ↑  Yannick Gölz: Der will doch nur spielen. In: Laut.de. Abgerufen am 11. Februar 2023.
14. 1 2  Symba – Symba Supermann (Album). In: offiziellecharts.de. GfK Entertainment, abgerufen am 5. Februar 2023.
15. 1 2  Symba – Symba Supermann. In: hitparade.ch. Hung Medien, abgerufen am 5. Februar 2023.
16. 1 2  Symba – Symba Supermann. In: austriancharts.at. Hung Medien, abgerufen am 5. Februar 2023.